# Ripley (Ohio)
Pour les articles homonymes, voir Ripley.
Ripley est un village du comté de Brown dans l'état de l'Ohio aux États-Unis.
Sa population était de 1 750 habitants en 2010.